# Fritz Meisnitzer
Fritz Meisnitzer Pseudonym Benno Bentzen (* 21. September 1930) ist ein deutscher Schriftsteller und Fotograf.

## Leben und Wirken
Fritz Meisnitzer veröffentlichte in den Fünfzigerjahren einige Jugendbücher. In den Sechzigerjahren übersetzte er eine Reihe von Unterhaltungsromanen – meist aus dem Genre des Wildwestromans –  aus dem Englischen ins Deutsche. Seit Mitte der Sechzigerjahre wirkte er als Verfasser und Herausgeber von Fachbüchern zur Fotografie. Daneben war er Chefredakteur der Zeitschrift Fotomagazin.

## Werke

### Autorschaft
- Wettlauf im südlichen Eis, Reutlingen 1950
- Der Geisterwolf, Reutlingen 1954
- Tiergeschichten, Gütersloh 1955 (zusammen mit Otto Boris)
- Jahomrai und der heilige Elefant, Reutlingen 1956
- Bewegte Form – geformte Bewegung, Kiel 1964
- Akt im Lichtbild, München (unter dem Namen Benno Bentzen)
  - 1 (1965)
  - 2 (1967)
- Akt, Form und Linie, Stuttgart 1966
- Wie fotografiere ich was in Farbe und Schwarzweiß?, München 1969
- Wie filme ich was in Farbe und Schwarzweiß?, München 1970
- Der moderne Akt in Schwarzweiß und Color, Neumünster 1972 (unter dem Namen Benno Bentzen)
- Erotik in der Fotografie, München 1973
- Menschen vor der Kamera heute, München 1973
- Das Nikon-Reflex-System, München 1976
- Das große Nikon-Buch, München 1979
- Eva vor der Kamera, München 1980
- Mein Fotolabor, München 1980
- Erfolgreich fotografieren mit dem Leica-R-System, München 1981
- Erfolgreich fotografieren mit der Spiegelreflex, München 1981
- Kleine Dinge groß im Bild, München 1981
- Sprache in Bildern, Herrsching/Ammersee 1981
- Erotik vor der Kamera, Rastatt 1982
- Mikro-, Infrarot-Fotografie, Herrsching/Ammersee 1982
- Erfolgreiche Fotografie im Winter, Herrsching/Ammersee 1983
- Video-Handbuch, München 1983 (zusammen mit David Owen und Mark Dunton)
- Experimentelle Fotografie, München 1984
- Licht und Farbe, München 1984
- Tolle Bilder machen, München 1984
- Canon T 80, München 1985
- Glamour-Fotografie, München 1985
- Tricks für Touristen, München 1985 (unter dem Namen Benno Bentzen)
- Leica R 6, München 1989

### Herausgeberschaft
- Edmund Bugdoll: Erfolgreich fotografieren auf Reisen, München 1980
- Wolfgang Habedank: Kinder vor der Kamera, München 1980
- Toni Angermayer: Tiere erfolgreich fotografieren, München 1981
- Edmund Bugdoll: Menschen vor der Kamera, München 1981
- Joachim Giebelhausen: Erfolgreich fotografieren mit Trick und Effekt, München 1981
- Joachim Giebelhausen: Regie und Tricks für Dia-Schauen, München 1981
- Richard Hünecke: Erfolgreich fotografieren mit dem Olympus-System, München 1981
- Richard Hünecke: Kunst vor der Kamera, München 1981
- Günter Richter: Erfolgreich fotografieren mit dem Nikon-System, München 1981
- Günter Richter: Erfolgreich fotografieren mit dem Pentax-System, München 1981
- Karen Ostertag: Landschaft vor der Kamera, München 1982
- Edmund Bugdoll: Erfolgreich fotografieren auf Reisen, München 1985

### Übersetzungen
- Ansel Adams: Autobiographie, München 1987
- Ansel Adams: Farbfotografie, München 1993
- Ansel Adams: Meisterphotos, München 1984
- Ansel Adams: Das Positiv als photographisches Bild, München 1984
- Clifton Adams: Blizzard, München 1964
- Clifton Adams: In die Enge getrieben, München 1966
- Ansel Adams at 100, München 2001
- Walter Noble Burns: 22 Western-Stories, München 1964
- Benjamin Capps: Stunde der Entscheidung, München 1964
- Albert Conroy: Clayburn, der Rächer, München 1964
- Will Cook: Grenzbanditen, München 1965
- Will Cook: Steckbrief für den Sheriff, München 1964
- Lewis Ford: Ritt in die Nacht, München 1963
- Eugene Edward Halleran: Jagd ohne Gnade, München 1964
- Ernest Haycox: 12 Western-Stories, München 1965
- William Heuman: Die Postlinie von Frisco, München 1965
- Louis L’Amour: Durstige Wüste, München 1965
- Louis L’Amour: Fünf Partner, München 1965
- Louis L’Amour: Das Gesetz der Wildnis, München 1966
- Louis L’Amour: Das letzte Spiel, München 1964
- Frank O’Rourke: Die Falle im Canyon, München 1964
- Wayne D. Overholser: Am Ende der Galgen, München 1966
- Lewis B. Patten: Die Skalpjäger, München 1964
- Luke Short: King Colt, München 1964
- Luke Short: Der Revolvermann, München 1964
- Richard Telfair: Wyoming Jones, München 1964

| Personendaten    | Personendaten                                     |
| ---------------- | ------------------------------------------------- |
| NAME             | Meisnitzer, Fritz                                 |
| ALTERNATIVNAMEN  | Bentzen, Benno                                    |
| KURZBESCHREIBUNG | deutscher Schriftsteller, Übersetzer und Fotograf |
| GEBURTSDATUM     | 21. September 1930                                |